# Ambasada Omanu w Berlinie
Ambasada Omanu w Berlinie – misja dyplomatyczna Sułtanatu Omanu w Republice Federalnej Niemiec.
Ambasador Sułtanatu Omanu w Berlinie oprócz Republiki Federalnej Niemiec akredytowany jest również w Rzeczypospolitej Polskiej.